# 撒路斯提乌斯

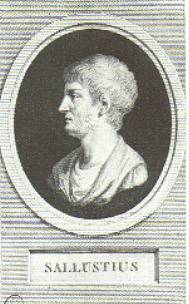

盖乌斯·撒路斯提乌斯·克里斯普斯（拉丁語：Gaius Sallustius Crispus，常简称为撒路斯提乌斯，或据英文Sallust译为萨卢斯特，前86年—前34年），古罗马著名歷史学家。主要作品有《喀提林陰謀》、《朱古達戰爭》等。